# Sharon Halford
Sharon Halford (nacida el 27 de noviembre de 1953, en Puerto Argentino/Stanley) es una política de las Islas Malvinas que se desempeñó como miembro de la Asamblea Legislativa para el distrito de Camp desde 2009 hasta 2013. También fue miembro del Consejo Legislativo de 1993 a 2001.
En 2011, Halford y su marido representaron al Territorio Británico de Ultramar de las Islas Malvinas en la Boda real entre Guillermo de Cambridge y Catherine Middleton. Ella también asistió a la reunión del Consejo Ministerial Conjunto de Territorios de Ultramar en Londres en 2012 con Jan Cheek y en 2013 tomó parte en una campaña de promoción de los intereses de los isleños tras el referéndum de soberanía. Esto incluyó la representación de las Malvinas en el Comité de Descolonización de las Naciones Unidas en Nueva York y en la conferencia anual de las islas británicas y la Región del Mediterráneo de la Asociación Parlamentaria del Commonwealth. Halford se presentó a la reelección en noviembre de 2013, pero perdió su asiento por Phyl Rendell.